# Miniopterus brachytragos
Miniopterus brachytragos (Goodman, Maminirina, Bradman, Christidis & Appleton, 2009) è un pipistrello della famiglia dei Miniotteridi endemico del Madagascar.

## Descrizione

### Dimensioni
Pipistrello di piccole dimensioni, con la lunghezza totale tra 83 e 92 mm, la lunghezza dell'avambraccio tra 35 e 38 mm, la lunghezza della coda tra 38 e 43 mm, la lunghezza del piede tra 5 e 6 mm, la lunghezza delle orecchie tra 9 e 11 mm e un peso fino a 6,3 g.

### Aspetto
La pelliccia è corta e poco densa. Il colore generale del corpo varia dal marrone al marrone scuro, i peli delle parti ventrali hanno la punta giallo-brunastra. La fronte è molto alta, il muso è stretto e con le narici molto piccole. Le orecchie sono piccole, rotonde e con la punta leggermente allungata. Il trago è corto, ispessito e con l'estremità arrotondata o lievemente appuntita. Sul margine esterno sono presenti dei peli scarsamente visibili ad occhio nudo. Le membrane alari sono marroni e attaccate posteriormente sopra le anche. La coda è molto lunga ed è completamente inclusa nell'ampio uropatagio, il quale è ricoperto sulla superficie dorsale di una densa e corta peluria.

### Ecolocazione
Emette ultrasuoni a basso ciclo di lavoro con impulsi di breve durata a frequenza modulata iniziale di 128 kHz, finale di 57 kHz e massima energia a 61,7 kHz.

## Biologia

### Comportamento
Si rifugia all'interno di grotte calcaree.

### Alimentazione
Si nutre di insetti.

## Distribuzione e habitat
Questa specie è diffusa nell'estrema parte settentrionale e centro-occidentale del Madagascar.
Vive nelle foreste secche disturbate e foreste a galleria tra 100 e 320 metri di altitudine.

## Conservazione
Questa specie, essendo stata scoperta solo recentemente, non è stata sottoposta ancora a nessun criterio di conservazione.